# Cyathocline lutea
Cyathocline lutea là một loài thực vật có hoa trong họ Cúc. Loài này được law ex Wight mô tả khoa học đầu tiên năm 1847.